# 太田バイパス (岐阜県)
太田バイパス（おおたバイパス）は、岐阜県美濃加茂市御門町から岐阜県関市西田原に至る全長8.7 kmの国道248号のバイパスである。
起点の美濃加茂市御門町から加茂郡坂祝町大針までの区間は国道21号と重複する。

## 概要
終点の関市西田原で直結する関バイパスと合わせて、美濃加茂市内と関市方面（東海北陸自動車道・国道156号）を結ぶ道路を構成する。また、美濃加茂市内の交通渋滞を緩和する機能を果たしている。1986年（昭和61年）以降、部分開通を経て2008年（平成20年）3月29日に全線開通した。
2016年（平成28年）には坂祝町大針で国道21号坂祝バイパスと接続し、当バイパスと坂祝バイパスにより旧国道21号（現在の岐阜県道207号各務原美濃加茂線）のバイパス道路としての機能も果たしている。

### データ
- 起点：岐阜県美濃加茂市御門町（新太田橋交差点=岐阜県道207号各務原美濃加茂線及び岐阜県道371号美濃加茂川辺線交点）
- 終点：岐阜県関市西田原
- 総延長：8.7 km
- 車線数：4車線（一部暫定2車線）

## 接続する道路
- 国道41号（美濃加茂バイパス）：美濃加茂市太田町（太田町交差点）
- 国道21号（坂祝バイパス）：加茂郡坂祝町（大針IC交差点）
- 国道248号（関バイパス）：関市西田原

## 歴史
- 1976年（昭和51年）： 事業化
- 1986年（昭和61年）： 美濃加茂市大縄手（大縄手交差点） - 同市太田町（太田町交差点）間1.4 kmが開通
- 1994年（平成6年）： 西町立体を含む美濃加茂市太田町（太田町交差点） - 坂祝町大針間1.6 kmが開通
- 2000年（平成12年）： 美濃加茂市田島町（田島町3交差点） - 同市大縄手（大縄手交差点）間0.4 kmが開通
- 2002年（平成14年）10月28日： 宮浦高架橋を含む美濃加茂市御門町（新太田橋交差点） - 同市田島町（田島町3交差点）間1.2 kmが開通[2]
- 2005年（平成17年）3月25日： 美濃加茂市西町5丁目（坂祝町との境界付近） - 同町黒岩（黒岩北交差点）間1.5 kmが開通[3]
- 2008年（平成20年）3月29日 ： 坂祝町黒岩（黒岩北交差点） - 関市西田原間2.6 kmが開通[4]。これにより全線開通
- 2014年（平成26年）3月 ：美濃加茂市大縄手 - 同市西町8丁目間が4車線化
- 2015年（平成27年） ： 美濃加茂市西町8丁目 - 同市西町4丁目間が4車線化
- 2016年（平成28年）3月 ： 美濃加茂市西町4丁目 - 坂祝町大針（大針IC交差点）及び美濃加茂市田島町 - 同市大縄手が4車線化
- 2016年（平成28年）3月26日 ： 坂祝町大針にて、国道21号坂祝バイパスと接続
- 2018年（平成30年）4月1日 ： 美濃加茂市御門町（新太田橋交差点）から坂祝町大針（大針IC交差点）までの区間が国道21号との重複区間になる。合わせてこの区間の道路管理者が岐阜県から国土交通省に変更される[5]。